# 蒙莫兰 (上加龙省)
蒙莫兰（法語：Montmaurin，法語發音：[mɔ̃moʁɛ̃]）是法国上加龙省的一个市镇，属于圣戈当区。

## 地理
蒙莫兰（43°13'27"N, 0°38'15"E）面积8.45 平方千米，位于法国奧克西塔尼大區上加龙省，该省份为法国西南部内陆省份，西南端与西班牙接壤，自此顺时针与上比利牛斯省、热尔省、塔恩-加龙省、塔恩省、奥德省和阿列日省接壤。
与蒙莫兰接壤的市镇（或旧市镇、城区）包括：布拉让、拉罗克、莱斯皮格、尼藏热斯、萨尔默藏。

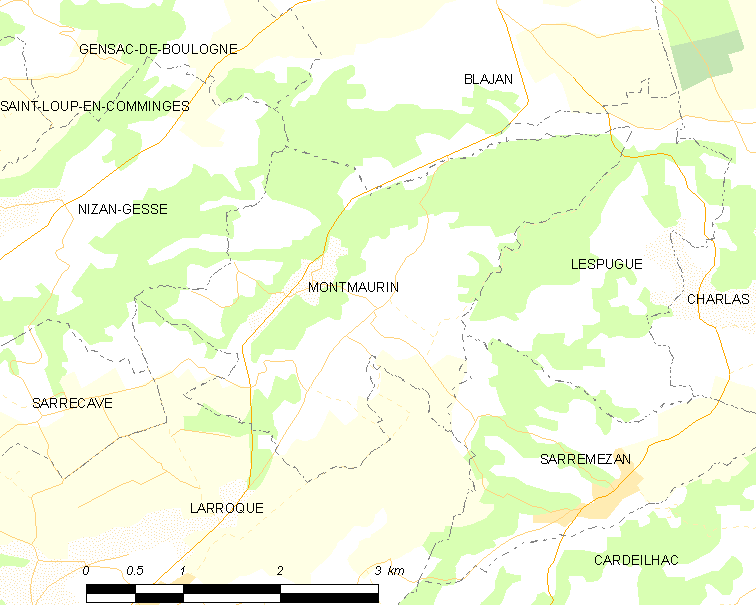
的OSM定位图

蒙莫兰的时区为UTC+01:00、UTC+02:00（夏令时）。

## 行政
蒙莫兰的邮政编码为31350，INSEE市镇编码为31385。

## 政治
蒙莫兰所属的省级选区为圣戈当县。

## 人口

1962-2008年间人口变化图示

蒙莫兰于2022年1月1日时的人口数量为192人。